# Obce
Obce (deutsch Ubetz, früher Viehhirten) ist eine Ortslage der Gemeinde Ochoz u Brna in Tschechien. Sie liegt zwölf Kilometer nordöstlich des Stadtzentrums von Brno und gehört zum Okres Brno-venkov.

## Geographie
Obce befindet sich am rechten Ufer des Baches Ochozský potok im Drahaner Bergland. Das von Wäldern umgebene Dorf liegt am südlichen Rand des Landschaftsschutzgebietes Moravský kras. Südlich erstreckt sich der Naturpark Údolí Říčky. Im Norden erhebt sich die Vysoká (492 m), nordöstlich die Skalka (478 m), im Südosten die Lysá hora (428 m) und nordwestlich die Baba (496 m). Südwestlich entspringt der Bach Obecný potok.
Nachbarorte sind Habrůvka und Křtiny im Norden, Březina, Proseč und Nový Dvůr im Nordosten, Ochoz u Brna im Osten, Hostěnice und Mokrá im Südosten, Horákov, Horní Mlýn und Prostřední Mlýn im Süden, Líšeň und Maloměřice im Südwesten, Bílovice nad Svitavou und Řícmanice im Westen sowie Kanice im Nordwesten.

## Geschichte
Die erste schriftliche Erwähnung des zur Herrschaft Líšeň gehörigen Herrenhofes Obess erfolgte im Jahre 1254. Besitzer waren zu dieser Zeit die Herren von Obřany. Im Jahre 1264 wurde Líšeň zusammen mit Obess dem Kloster Smilheim geschenkt. Im Laufe der Zeit wurde das Dorf als Ubecz, Wobetz und Viechhürten bezeichnet. Nachdem Adlige Líšeň und Obess zusammen mit anderen Klosterdörfer an sich gerissen hatte, erfolgte nach einer päpstlichen Bannandrohung 1361 die Rückgabe an den Orden. Kurz darauf verpfändete das Kloster die Dörfer Líšeň, Ubecz und Wiehert an den mährischen Münzmeister Arnold. Nach dem Untergang des Klosters wurden Líšeň und Ubecz der Kammerherrschaft Spielberg zugeschlagen und an Heinrich von Lomnitz verpfändet. Ab 1512 folgten zahlreiche Besitzerwechsel. 1714 verkaufte Norbert Leopold von Kolowrat das Gut Líšeň/Lösch mit allem Zubehör an Johann Ritter von Freienfels auf Bosenitz. 1790 lebten in den 39 Häusern des Dorfes 203 Menschen. 1816 vererbte Franz Xaver von Freienfels den Besitz an Eduard Graf Belcredi.
1834 bestand das am Fahrweg von Brünn nach Křtiny gelegene Dorf Ubec aus 51 Häusern und hatte 311 Einwohner. Bis zur Mitte des 19. Jahrhunderts blieb Ubec der Allodialherrschaft Lösch untertänig. Schul- und Pfarrort war Ochoz.
Nach der Aufhebung der Patrimonialherrschaften bildete Ubec/Ubetz eine Gemeinde in der Bezirkshauptmannschaft Brünn. Zu Beginn des 20. Jahrhunderts wurde der Ort als Ubce bezeichnet. 1905 wurde in der Schwedentischgrotte der Unterkiefer eines Neandertalers aufgefunden. 1921 wurde Ubce dem Okres Brno-venkov zugeordnet. Seit 1925 führt der Ort den Namen Obce. Am 22. Dezember 1947 erfolgte die Eingemeindung nach Ochoz. Zwischen 1948 und 1960 war Obce Teil des Okres Brno-okolí und seit 1961 gehört der Ort wieder zum  Brno-venkov. 1988 verlor Obce den Status eines Ortsteiles.  Heute ist Obce mit Ochoz zu einer Einheit zusammengewachsen. Nordöstlich des Ortes wird ein großer Kalkbruch betrieben.

## Sehenswürdigkeiten
- Propad Estavela, Ponor der Říčka, südöstlich von Obce
- Karsthöhle Pekárna, südlich von Obce bei der Einmündung des Hostěnický potok in die Říčka
- Karsthöhlen Ochozská jeskyně und jeskyně Švédův stůl (Schwedentischgrotte) im Tal der Říčka, südöstlich des Dorfes. Die Schwedentischgrotte ist ein Fundort des Neandertalers.
- Quelle Kaprálova an der Horní Mlýn